# Grav (CMS)
Grav（グラブ、グラヴ） は、プログラミング言語PHPで記述された、Symfony Webアプリケーションフレームワークをベースとする自由ソフトウェアのコンテンツ管理システム (CMS) である。

## 特徴
- データの保存先にテキストファイルを使用している。
- セットアップが容易であり、短時間で習得できるように設計されている。
- 豊富な機能を提供するよりもスピードとシンプルさに重点を置いている。
- "Gravity"を短縮したものが名称の由来となっている。
- GravはGitHubにおいて、PHPで記述されたCMSとしては最多となる11,000以上のスター数を獲得している。[3]

## 必要スペック
- Webサーバーソフトウェア(Apacheなど)
- PHP7.1.3以上

なお、Gravはデータベースを使用しないため、MySQLなどは不要である。

## アワード
- CMS Critic Awards - Best Flat File CMS 2019
- CMS Critic Awards - Best Flat File CMS 2017
- CMS Critic Awards - Best Open Source CMS 2016